# 飓风卡罗尔
飓风卡罗尔（英語：Hurricane Carol）是有纪录以来对美国新英格兰地区构成影响最恶劣的热带气旋之一，源于1954年8月25日巴哈马附近的一股东风波，然后在向西北方向移动的过程中缓慢增强。8月27日，系统风速一度达到每小时165公里，但又在转朝西北方向移动后减弱。一个强烈的低压槽令飓风转向东北，卡罗尔随后增强成大型飓风。气旋沿中大西洋各州和美国东南部沿岸平行移动，产生的狂风和汹涌海浪导致北卡罗莱纳州、弗吉尼亚州、华盛顿哥伦比亚特区、特拉华州和新泽西州出现轻度沿海洪灾，还有许多房屋受到轻度破坏。风暴加速向东北偏北前进，于8月31日以接近最高强度登陆纽约长岛和康涅狄格州。次日清晨，卡罗尔在新罕布什尔州上空转变成温带气旋。
狂风导致长岛近千套房屋受损，27.5万人失去供电，大量树木倒塌，还出现了严重的农作物损失。拉瓜地亚机场和蒙托克公路被风暴潮淹没，切断了长岛东部同外界的交通。新英格兰也受到卡罗尔产生的狂风和巨浪冲击，整个地区约有15万人家中停电，电话服务也被切断。1545套房屋被毁，另有9720套受损。约3500辆汽车和3000艘船毁于一旦。新英格兰一共有65人丧生，1000人受伤。风暴还造成加拿大两人遇难，损失数额约100万加拿大元。飓风卡罗尔一共造成72人死亡，经济损失总额达4.62亿美元（1954年美元，相当于2025年的52.4億美元），刷新了美国历史上破坏最严重飓风的新纪录。其名称“卡罗尔”因此成为大西洋风暴命名名单上退役的第一个名称，以后永远都不会再在北大西洋热带气旋命名时使用。

## 气象历史
8月25日，一股东风波在巴哈马东北部上空催生出热带低气压。系统向西北偏北方向移动，于8月26日清晨增强成热带风暴并获命名为“卡罗尔”（Carol）。气旋逐渐转向北上，并因外界环境总体有利而继续强化。8月26日，虽然系统这时尚属热带风暴，但飓风猎人侦察机的报告却表明其中存在一个直径约37公里的风眼。次日，卡罗尔在佛罗里达州卡纳维拉尔角以东约545公里海域达到飓风强度。由于美国东南部持续存在的大规模反气旋影响，气旋转朝西北方向飘流。风暴继续强化，于8月28日达到风力时速165公里强度。系统这时的规模较小，其最大风速半径也比其它同纬度和气压的风暴要小。在最高强度保持了约30小时并移动了约120公里后，卡罗尔在乔治亚州近海略有减弱。
一个向东移动的深层低压槽在行经美国东部期间得到强化，使风暴转向北上加速前进，之后又转朝东北偏北方向移动。8月30日，卡罗尔在萨凡纳以东约290公里洋面两次达到二级飓风标准。次日清晨，气旋从北卡罗莱纳州哈特拉斯角（Cape Hatteras）近海擦身而过，侦察机估计其风速范围在每小时120到200公里之间。飓风继续以每小时63公里的速度迅速向东北偏东方向前进，并在进一步增强后以持续风速每小时185公里的最高强度从长岛东部登陆，已属三级飓风。快速穿越长岛海湾后，风暴又以同等强度在康涅狄格州米德尔塞克斯县旧塞布鲁克（Old Saybrook）进行了最后一次登陆。虽然移动速度很快，并且所处纬度也很高，但卡罗尔这时仍然保持着较小的规模和层次分明的风眼。气旋登陆时的强度数据源自新伦敦县格罗顿（Groton）测得的气压，为957毫巴（百帕，28.3英寸汞柱），当时风眼就位于该地区上空，因此这里一度云淡风轻，但随后而来的飓风强度狂风和风暴潮摧毁了整个地区90%的民宅。卡罗尔穿越康涅狄格州后又以飓风强度的最低标准经过马萨诸塞州西部，并在这一过程中迅速失去热带天气系统特征，于8月31日晚在新罕布什尔州西南部上空转变成温带气旋。这场强烈的温带风暴继续北上，进入加拿大境内后最终在魁北克南部上空消散。

## 影响

### 中大西洋各州

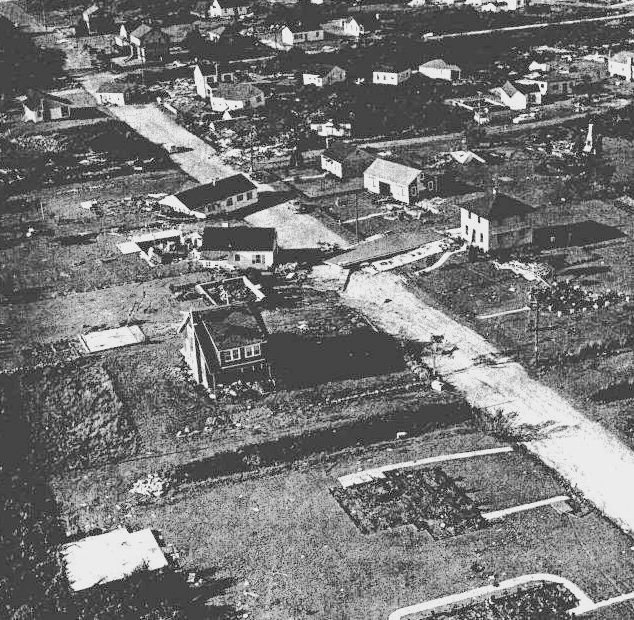
卡罗尔对罗德岛州造成的破坏

北卡罗莱纳州从威尔明顿到戴尔县曼蒂奥（Manteo）之间地区在卡罗尔来袭前收到了飓风警告。威尔明顿以北沿海地区的居民迅速撤离。飓风途经该州期间产生的风力一直保持在系统东部，哈特拉斯角记录下时速145到160公里的狂风。更为内陆的地区中，威尔明顿和切里波因特（Cherry Point）出现的阵风时速约为90公里。狂风导致玉米和大豆作物受损，许多房屋及其屋顶也受到轻度破坏，还有一些树木倒塌，多条供电线路中断。沿海地区有多个渔业码头因风暴受损，克雷文县的新伯尔尼（New Bern）出现洪灾。沿海公路也受到大浪的摧残，该州一共遭受了约22.8万美元（1954年美元，相当于2025年的259萬美元）的损失。卡罗尔从弗吉尼亚州以东约160公里处经过，弗吉尼亚海滩的风速约为每小时65公里，诺福克的降雨量达到100毫米。此外，风暴产生的降水缓解了哥伦比亚特区周边区域的旱情。特拉华州出现小雨，该州和弗吉尼亚州所受破坏程度较轻，此外降水还延伸到了宾夕法尼亚州境内。
新泽西州有多条供电线路因狂风中断，导致两人丧生。沿海地区有多座浮桥因大浪受损，还出现了洪灾。邻近的宾夕法尼亚州有一辆拖拉机撞上火车，致使两人遇难。新泽西州一共遭受了约25万美元（1954年美元，相当于2025年的284萬美元）的损失。
卡罗尔在长岛东部登陆，登陆点附近记录下960毫巴（百帕，28英寸汞柱）的气压数值。岛上阵风时速达200公里，导致数千户家庭失去供电。大量树木被狂风刮倒，多种水果作物受到沉重打击。大量民房、船只和汽车受损。岛上有约1000套房屋受毁，27.5万人家中停电。蒙托克公路位于苏福克县蒙托克（Montauk）境内路段被风暴潮淹没，长岛东部与外界的交通因此中断了一段时间。拉瓜地亚机场也受到洪灾影响。由于风暴规模很小，因此法尔岛（Fire Island）以西区域基本上没有受到影响。纽约有出现停电，但受到的破坏很小。整个纽约州的损失数额约在500万美元（1954年美元，相当于2025年的5673萬美元）左右，该州报告有一人死亡，数千人疏散。

### 新英格兰和加拿大

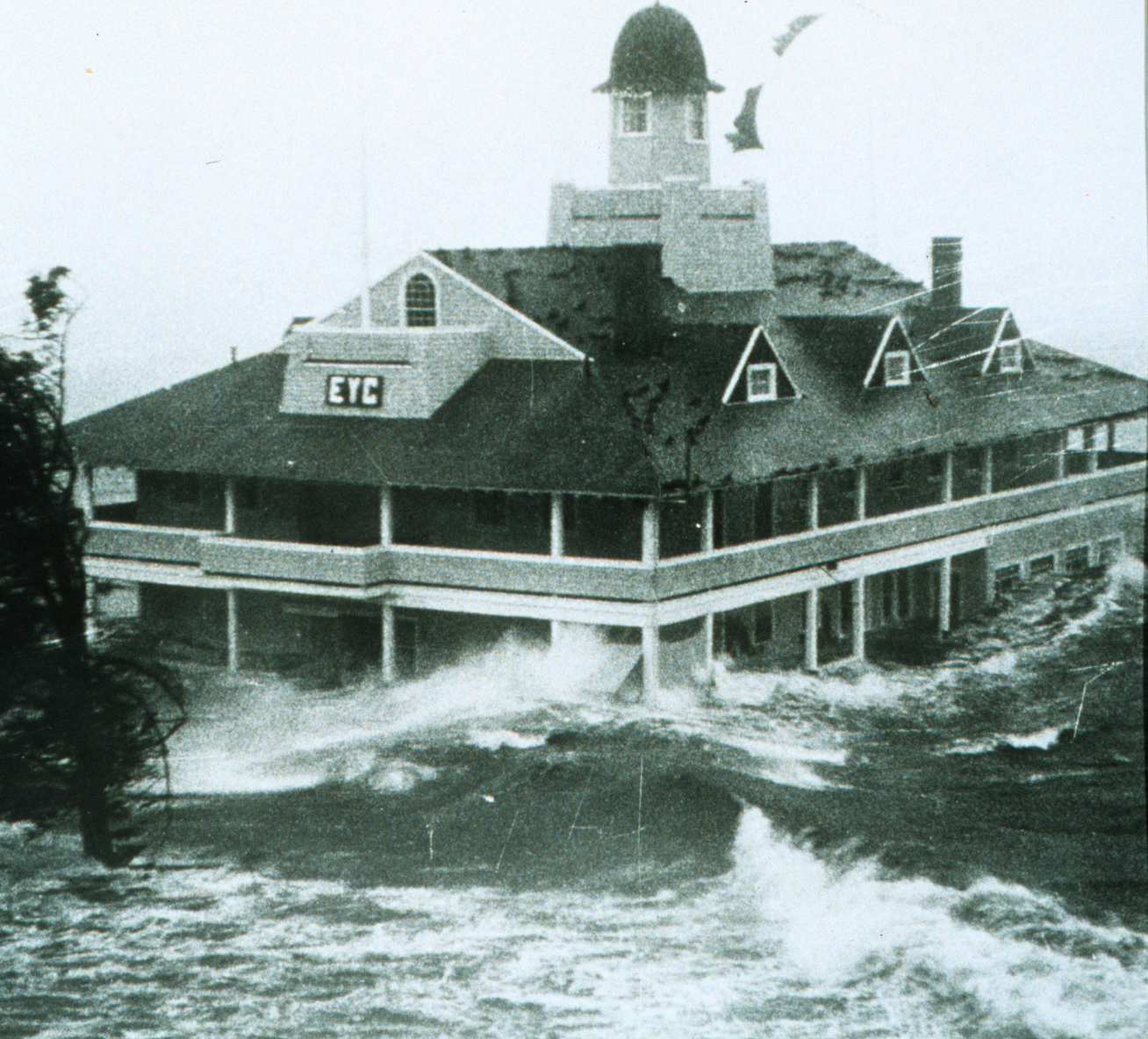
罗德岛州的埃奇伍德游艇俱乐部受到卡罗尔所产生风暴潮的强烈冲击

飓风卡罗尔在新英格兰地区产生的风速普遍有飓风或烈风强度。康涅狄格州东部一直到鳕鱼角之间地区有近40%的苹果、玉米、桃子和番茄作物被狂风摧毁，共计农作物损失约为2225万美元（1954年美元，相当于2025年的2.52億美元）。新英格兰有成千上万的民房被毁，其中大部分是遭洪水或狂风摧毁。一共有1万1785户家庭直接受到这场飓风的冲击，其中有9720套房屋受损，1545套被毁。新英格兰还有超过15万人因狂风而失去电力供应，并且实际人数可能达到该区域人口的三分之一，许多居民家中的电话服务也遭中断。还有3500辆汽车和3000艘船被飓风摧毁，风暴产生的暴雨也引发了多起交通事故，不过出现的洪灾程度很轻。
整个美国一共因这场风暴遭受了4.61亿美元（1954年美元，相当于2025年的52.3億美元）损失，其中新英格兰占了大部分，这一数额当时刷新了大西洋飓风造成破坏程度的纪录。同时气旋还导致新英格兰65人丧生，约1000人受伤。虽然损失数额很高，但与以类似强度袭击同一地区而导致488人遇难的1938年新英格兰飓风相比，死亡人数还是有明显降低，这主要归功于事先发布的警告。不过，还是有一些地区因停电导致居民没有在风暴来袭前收到气象局发布的警告。
康涅狄格州在受到飓风袭击前不久刚刚经历涨潮，两者结合使得新伦敦以东的风暴潮有3到4.5米高，引发大范围潮汐洪灾。纽哈芬市与罗德岛之间一条铁路被淹，导致约2000人受困。新伦敦在风暴来袭期间的降雨量达到最高的150毫米，狂风还吹飞了市政府大楼的部分屋顶。该州东部大部分地区因狂风导致停电。狂风和风暴潮结合，摧毁了沿海地区数以千计的建筑物，其中有100套房屋被毁。康涅狄格州东部还有大量民房被倒塌的树木砸伤。该州在风暴来袭前有数千居民撤离，但还是有一人死亡。由于风暴规模较小，康涅狄格州西部所受影响也很小。该州遭受的破坏共计价值5000万美元（1954年美元，相当于2025年的5.67億美元）。
布洛克岛（Block Island）上的阵风时速创下新纪录，达215公里，罗德岛州本土持续风速最高的是沃威克，为每小时145公里，阵风时速则有165公里。卡罗尔登陆时适逢涨潮，纳拉甘西特湾的风暴潮高达4.4米，超过1938年英格兰飓风的纪录。普罗维登斯因此被3.7米深的洪水淹没。有新闻报道中称，该地区的洪水在一小时内就上涨到1.2米高。市内有两座广播塔被狂风刮倒。华盛顿县小镇韦斯特利（Westerly）也被洪水淹没，冲走了镇上200套民宅。纽波特也受到重创，当地的纽波特赌场受损。一些沿海社区几乎被完全摧毁，全州有620套房屋和83幢其它类型建筑被毁。狂风摧毁了数以百计建筑物的屋顶，迫使大量居民在风暴来袭期间疏散到避难所。数以千计的树木倒塌，大量供电线路中断，整个罗德岛州几乎全部出现停电，95%的电话服务中断。该州的经济损失约为2亿美元（1954年美元，相当于2025年的22.7億美元），还有至少17人遇难。

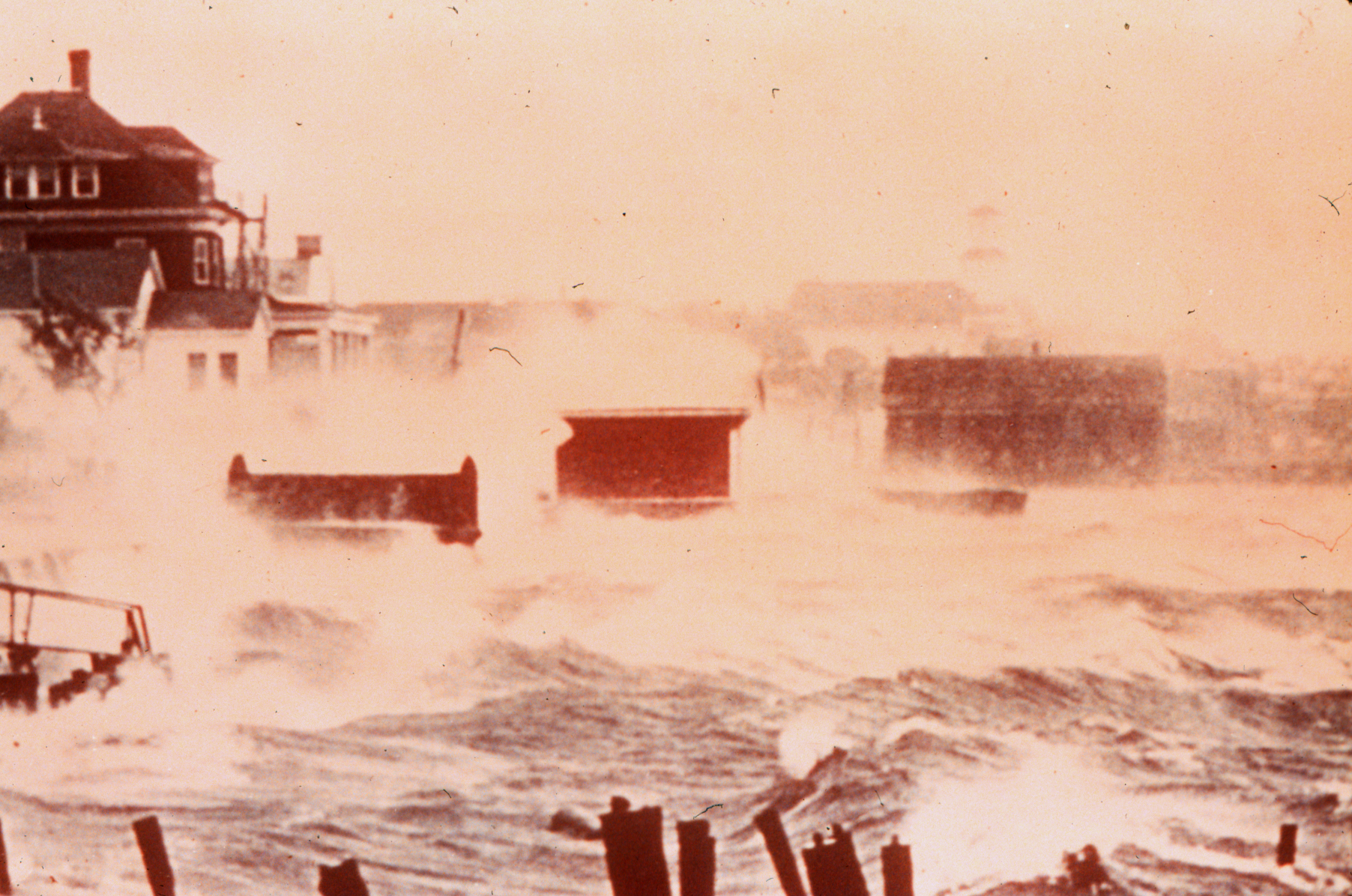
康涅狄格州因飓风卡罗尔而出现的风暴潮

鳕鱼角有两万人在气旋来袭前撤离。马萨诸塞州东部大部分地区的风力时速在130到180公里之间。蓝山气象观测站记录下的阵风时速达到130公里，全州记录的最强阵风时速约为201公里。狂风刮倒了约5000万板英尺的树木，其中许多都倒在输电线缆上，马萨诸塞州东部大部分地区在风暴来袭期间停电，该州遭受的农作物损失约为1500万美元（1954年美元，相当于2025年的1.7億美元）。狂风摧毁了大部分玉米作物和近一半的桃类作物，该州损失的苹果有近150万蒲式耳。狂风摧毁了波士顿老北教堂的塔尖，美国独立战争时期保罗·列维尔用作预警的灯笼就挂在这里。不过原本的塔尖已遭1804年雪飓风摧毁，这次被毁的是之后换上的塔尖。波士顿各处都受到严重破坏，普利茅斯县的瓦尔汉（Wareham）有约1500人无家可归。全州共有3350套民宅受到一定损失的破坏，另有800套被毁。飓风还摧毁了另外213套建筑物，另有530套严重受损。沿海地区出现强烈的风暴潮，新贝德福德的风暴潮高达6.1米，创下新的纪录。马萨诸塞州有至少15人死亡，损失数额约1.75亿美元（1954年美元，相当于2025年的19.9億美元）。
卡罗尔的强度在向内陆进发期间基本保持不变，新罕布什尔州境内的风力仍然足以刮倒许多树木并致使供电线路中断。有一人因树砸中自己所在的汽车导致伤重不治，全州一共有3人丧生，经济损失约300万美元（1954年美元，相当于2025年的3404萬美元）。邻近的佛蒙特州也有1人遇难。缅因州奥古斯塔的风力时速达到130公里，刮倒了数以百计的树木，其中一些又倒在房屋、汽车和输电线缆上，造成进一步破坏，有一幢建筑物被毁。倒塌的树木还导致公路封堵，一人被掉落的树枝砸伤。多个县失去电力供应和电话服务。安德罗斯科金县的北利弗莫尔（North Livermore）有数百英亩玉米被狂风夷平，该州的苹果作物也受到重创，损失数额约170万美元（1954年美元，相当于2025年的1929萬美元）。飓风行经缅因州期间降下暴雨，有地区在12小时内就记录下63毫米降雨量。海岸沿线有许多船只被大浪打伤。缅因州共有3人遇难，至少8人受伤，经济损失约1000万美元（1954年美元，相当于2025年的1.13億美元），创下该州自然灾害破坏程度的新纪录。不过这一纪录只保持了10天就被飓风埃德娜以1500万美元（1954年美元，相当于2025年的1.7億美元）超越。
加拿大境内以魁北克降雨量最高，达到108毫米。新斯科舍雅茅斯（Yarmouth）的阵风时速约为75公里。卡罗尔的温带残留给魁北克带去强风，蒙特利尔的阵风时速有89公里，刮倒了许多树木，还致使多条输电线缆中断。新不伦瑞克和魁北克都出现大范围停电，圣约翰有三辆汽车被倒塌的树木砸中。风暴导致多架航班取消，蒙特利尔的地铁被洪水淹没。整个加拿大一共遭受了约100万加拿大元的损失。该国共有两人遇难，其中魁北克市有一人因驳船沉没溺亡。

## 余波
罗德岛州因这场飓风遭受重创，州长丹尼斯·罗伯茨（Dennis J. Roberts）宣布全州戒严。马萨诸塞州派出国民警卫队到6个城镇防范抢劫。国民警卫队员用飞机将干冰从纽华克运往波士顿，对当地大面积停电情况下的制冷需求提供协助。大片地区的停电持续了数天之久，还有些地方持续了一个星期，直到抢修人员修好中断的线路。停电致使制冷设备无法工作，由此导致的食品变质又造成了约100万美元（1954年美元，相当于2025年的1135萬美元）损失。美国其他地区的供电企业前来提供协助。工作人员迅速清理了倒塌在公路上的树木。罗德岛州多家受损的工厂直到风暴过去三周后才安排雇员回厂上班。波士顿老北教堂的尖顶于1955年重建，全国各地为此一共捐献了15万美元。缅因州州长伯顿·克罗斯（Burton M. Cross）宣传该州进入紧急状态。美国小企业管理局宣布缅因州6个县成为灾区。风暴过后的几天里，美国总统德怀特·艾森豪威尔宣布马萨诸塞州和罗德岛州为联邦灾区，联邦政府向马萨诸塞州提供了150万美元（1954年美元，相当于2025年的1702萬美元）财政援助，总统还下令军队协助善后工作。美国红十字会迅速派出工作组前往受灾最严重的地区，为数以百计的家庭提供食品。卡罗尔袭击新英格兰约12天后，飓风埃德娜又吹袭了马萨诸塞州东部，造成20人死亡，损失数额达4000万美元（1954年美元，相当于2025年的4.54億美元），为此该地区又获得了更多的救灾援助。
1954年有包括飓风卡罗尔、埃德娜和黑兹尔在内的多场飓风造成严重破坏，美国政府为此投入研究，建立国家飓风研究项目。美国国家气象局和飓风猎人侦察机会对之后的飓风进行研究，搜集数据来判断其结构，政府还进行了破风计划，试图利用碘化银来减弱风暴强度。
由于这场风暴造成了惨重的人员伤亡和财产损失，其名称“卡罗尔”（Carol）因此在之后10年都没有再度使用。这一名称在1965年重新启用，但随后就予以退役，再也没有用来给大西洋飓风命名。

## 解释说明
1. ↑  东风波指的是沿信风移动的低压槽[1]。
2. ↑  大型飓风指最大持续风速达到每小时至少179公里的热带气旋，在萨菲尔-辛普森飓风等级中可以达到三级或以上[1]。
3. ↑  风暴潮指平均潮汐高度和风暴产生潮汐高度之间的差距[1]。
4. ↑  根据加拿大银行的通货膨胀计算工具，1954年的100万加拿大元相当于2014年的2095万加拿大元[28]，相当于2014年的1910万8300美元[29]和1954年的约216.1万美元[30]。

## 扩展阅读
- McCarthy Earls, Eamon. . Franklin: Via Appia Press (www.viaappiapress.com). 2014. ISBN 978-0982548578.